# Noel Whelan
Noel David Whelan (* 30. Dezember 1974 in Leeds) ist ein ehemaliger englischer Fußballspieler. Die Profikarriere des Stürmers, der auch im Mittelfeld eingesetzt werden konnte, umfasste die Jahre 1993 bis 2010 und er war vor allem als Spieler in der Premier League für Leeds United, Coventry City und den FC Middlesbrough bekannt. Dazu war der zweifache englische U-21-Nationalspieler unter anderem in den höchsten schottischen Spielklasse für den FC Aberdeen, den FC Livingston und Dunfermline Athletic aktiv.

## Sportlicher Werdegang

### Leeds United (1993–1995)
Whelan begann die aktive Karriere in seiner Geburtsstadt bei Leeds United. Nachdem er seine Jugendzeit im Verein verbracht hatte, wurde er im März 1993 Profi bei den „Whites“. Zwei Monate später gewann er mit einer Nachwuchself den FA Youth Cup, wobei er mit seinen Mannschaftskollegen im Finale gegen Manchester United gewann, das mit einer Reihe von späteren Spitzenspielern wie David Beckham, Paul Scholes, Nicky Butt, sowie Phil und Gary Neville gespickt war. Ebenfalls im Mai 1993 debütierte Whelan in der Premier League gegen Sheffield Wednesday, blieb dabei aber ebenso ohne Torerfolg wie in der gesamten folgenden Saison 1993/94 bei 16 weiteren Ligaeinsätzen. Nach einem vielversprechenden Start in die Spielzeit 1994/95 mit sieben Treffern in 23 Premier-League-Partien verlor der junge Stürmer seinen Stammplatz an den im Januar 1995 verpflichteten Anthony Yeboah. Während dieser Zeit absolvierte er zwei Länderspiele in der englischen U-21-Nationalmannschaft, nachdem er im Juli 1993 bereits mit der U-18-Auswahl die Junioren-Europameisterschaft im eigenen Land gewonnen hatte. Nach einem torlosen Einstand in die Saison 1995/96 in acht Ligaeinsätzen wechselte Whelan für eine Ablösesumme von zwei Millionen Pfund im Dezember 1995 zum Premier-League-Konkurrenten Coventry City.

### Coventry City (1995–2000)
Wichtiger Fürsprecher für diesen Wechsel war Kotrainer Gordon Strachan, der im Jahr zuvor aus Leeds in Coventry angeheuert hatte und Whelan seinem „Chef“ Ron Atkinson nachhaltig empfahl. Eine Woche nach seinem etwas unglücklichen Einstand bei 1:4 gegen Aston Villa erzielte Whelan gegen den FC Everton – an der Seite von Sturmpartner Dion Dublin – kurz vor Spielende das entscheidende 2:1. Es folgten noch wichtige Treffer beim Auswärtssieg gegen die Bolton Wanderers und beim Remis am Neujahrstag gegen den FC Southampton; Letzterer erhielt später eine Nominierung zum Tor des Monats. Bis zum Ende der Spielzeit 1995/96 sammelte Whelan acht Tore in 21 Ligapartien an für die „Sky Blues“ (davon sieben in der ersten elf Begegnungen) und sicherte dem Klub auf dem 16. Rang knapp den Klassenerhalt. Dabei zeigte er nun konstanter seine Stärken, die neben seiner Torgefährlichkeit in den technischen Fähigkeiten und der Ballsicherheit sowie in Eins-gegen-eins-Duellen (speziell mit dem gegnerischen Torhüter und beim Kopfball) lagen. In der anschließenden Saison 1996/97 zeigte jedoch die Formkurve wieder nach unten, vor allem, da seine Sturmpartnerschaft mit Dublin zunehmend glücklos agierte. Unter Strachan, der ab November 1996 die Rolle des Cheftrainers übernommen hatte, machte ihm dazu der junge Angreifer Darren Huckerby Konkurrenz. Nach einer 1:3-Heimniederlage gegen West Ham United im März 1997 zog Strachan Whelan häufiger ins Mittelfeld zurück, woraufhin dieser mit drei Toren in den folgenden drei Spielen antwortete. Als sich Coventry in der Saison 1997/98 in Richtung Tabellenmittelfeld hocharbeitete, fiel Whelan ab Dezember 1997 im Mittelfeld eine Schlüsselrolle zu. Dublin und Huckerby waren nun als Sturmduo gesetzt und Whelan unterstützte nach einer anfänglich mehrmonatigen Verletzungspause das Angriffsspiel zumeist von der linken Außenbahn. Ein Höhepunkt war dabei der 3:2-Sieg am 28. Dezember 1997 gegen den amtierenden Meister Manchester United, bei dem Whelan das erste Tor des Spiels schoss. Whelen wusste in dieser neuen Funktion derartig zu gefallen, dass Stimmen lauter wurden, die seinen Einsatz in der englischen A-Nationalmannschaft forderten.
Nach dem Wechsel von Dion Dublin zu Aston Villa agierte Whelan wieder an der Seite von Huckerby in vorderster Angriffslinie und die zehn Tore in 31 Premier-League-Spielen der Saison 1998/99 markierten für ihn einen neuen persönlichen Jahresrekord. Das Sturmduo fiel dann jedoch auseinander. Während Huckerby nach Leeds verkauft wurde, zog sich Whelan im Sommer 1999 eine schwere Verletzung in der Vorbereitung zu. In seinen Fehlzeiten baute Strachan eine neue Offensivformation auf, die neben Robbie Keane die beiden Marokkaner Mustapha Hadji und Youssef Chippo beinhaltete. Whelan gelang die Rückkehr zum Ende der Runde, aber es wurde klar, dass er seinen Stammplatz verloren hatte und im Angriff nunmehr Keane sowie der Belgier Cedric Roussel für die Tore sorgten. Im August 2000 wechselte Whelan für 2,2 Millionen Pfund zum FC Middlesbrough, der von Bryan Robson trainiert wurde.

### FC Middlesbrough (2000–2003)
Während seiner dreijährigen Zugehörigkeit zu „Boro“ absolvierte Whelan 61 Premier-League-Partien und ein persönliches Highlight war für ihn am 26. Januar 2002 der 1:0-Führungstreffer im FA Cup gegen Manchester United (Endstand 2:0). Zum Ende hin wurden seine Bewährungschancen in der Meisterschaft jedoch seltener und so folgten 19 Einsätzen in der Saison 2001/02 nur noch 15 weitere Partien im Jahr darauf. Dazu wurde er im März 2003 für knapp zwei Monate an den Zweitligisten Crystal Palace ausgeliehen; dort konnte er sich immerhin dreimal in die Torschützenliste eintragen (bei insgesamt acht Zweitligapartien). Im August 2003 verließ Whelan den FC Middlesbrough und er fand mit dem FC Millwall einen neuen Verein, zu dem er ablösefrei wechselte.

### Spätere Karrierestationen (2003–2010)
Für Whelan begann nun eine Zeit, in der er nicht mehr längerfristig für einen Klub spielte. Bereits vor Jahresende 2003 verließ er Millwall aus persönlichen Gründen und es folgte ein weiteres Intermezzo ab Ende Januar 2004 bis zum Saisonende beim Zweitligakonkurrenten Derby County. Die Derby-Zeit blieb ohne Torerfolg und so suchte er zu Beginn der Spielzeit 2004/05 sein Glück in Schottland beim Erstligisten FC Aberdeen. Mit den „Dons“ erreichte er zwar in dieser Spielzeit einen beachtlichen vierten Abschlusstabellenplatz, aber die fünf Tore in 20 Einsätzen waren nicht überzeugend genug, dass sein Einjahresvertrag verlängert wurde. So kehrte er nach England zurück, um dort in der Saison 2005/06 für den Viertligisten Boston United an den Start zu gehen. Als er sich Anfang Januar 2006 in eine Rehabilitationsklinik zur Bekämpfung seiner Alkoholsucht begab, verließ er Boston wieder, spielte dann jedoch im Kalenderjahr weiter in Schottland für die Erstligisten FC Livingston und Dunfermline Athletic. In Dunfermline hatte er das Pech, sich bereits in den Anfangsminuten seines ersten Spiels gegen Heart of Midlothian (1:2) Ende Juli 2006 schwer an der Achillessehne zu verletzen. Nach einer monatelangen Pause wurde kurz nach dem Jahreswechsel sein Vertrag aufgelöst. Letzte Stationen waren der Amateurverein Harrogate Town sowie in der Saison 2009/10 das Viertligaschlusslicht FC Darlington.
Whelan übernahm erstmals Trainertätigkeiten in Schottland bei Dunfermline Athletic. Als sich das Ende seiner aktiven Karriere abzeichnete, arbeitete er bei seinem Ex-Klub Derby County im Jugendbereich. Auch in Leeds nahm er in der dortigen Akademie eine Beschäftigung als Trainer an.

## Titel/Auszeichnungen
- U-18-Europameisterschaft (1): 1993
- FA Youth Cup (1): 1993